# 11 ربيع الآخر
- السبت
- الأحد
- الاثنين
- الثلاثاء
- الأربعاء
- الخميس
- الجمعة

- 2528 سبتمبر 2024
- 2629 سبتمبر 2024
- 2730 سبتمبر 2024
- 281 أكتوبر 2024
- 292 أكتوبر 2024
- 303 أكتوبر 2024
- 14 أكتوبر 2024
- 25 أكتوبر 2024
- 36 أكتوبر 2024
- 47 أكتوبر 2024
- 58 أكتوبر 2024
- 69 أكتوبر 2024
- 710 أكتوبر 2024
- 811 أكتوبر 2024
- 912 أكتوبر 2024
- 1013 أكتوبر 2024
- 1114 أكتوبر 2024
- 1215 أكتوبر 2024
- 1316 أكتوبر 2024
- 1417 أكتوبر 2024
- 1518 أكتوبر 2024
- 1619 أكتوبر 2024
- 1720 أكتوبر 2024
- 1821 أكتوبر 2024
- 1922 أكتوبر 2024
- 2023 أكتوبر 2024
- 2124 أكتوبر 2024
- 2225 أكتوبر 2024
- 2326 أكتوبر 2024
- 2427 أكتوبر 2024
- 2528 أكتوبر 2024
- 2629 أكتوبر 2024
- 2730 أكتوبر 2024
- 2831 أكتوبر 2024
- 291 نوفمبر 2024
- 302 نوفمبر 2024
- 13 نوفمبر 2024
- 24 نوفمبر 2024
- 35 نوفمبر 2024
- 46 نوفمبر 2024
- 57 نوفمبر 2024
- 68 نوفمبر 2024

11 ربيع الآخر أو 11 ربيع الثاني أو يوم 11 \ 4 (اليوم الحادي عشر من الشهر الرابع) هو اليوم المائة من أيَّام السنة (أو الأوَّل بعد المائة لو كان شهر صفر مُتممًا لليوم الثلاثين) وفق التقويم الهجري القمري (العربي). يبقى بعده 254 أو 255 يومًا لانتهاء السنة.

## أحداث
- 1170 هـ - البريطانيون يستولون على مدينة كلكتا الهندية.
- 1255 هـ - نشوب معركة نصيبين بين دولة الخلافة العثمانية ومحمد علي باشا والي مصر، انتهت بهزيمة العثمانيين، وأصبح الطريق مفتوحًا أمام إبراهيم بن محمد علي للوصول إلى عاصمة دولة الخلافة، لولا تدخل الدول الأوروبية الذي حال دون تحقيق ذلك.
- 1294 هـ - الإمبراطورية الروسية تعلن الحرب على الدولة العثمانية وذلك بعد رفض الباب العالي التدخل في شئون الدولة الداخلية بحجة حماية الأقليات المسيحية.
- 1326 هـ - افتتاح مدرسة الفنون الجميلة المصرية بالقاهرة، وكان المثال محمود مختار هو أول الملتحقين بها.
- 1337 هـ - الأمير علي بن حسين يتولى إمارة المدينة المنورة.
- 1340 هـ - السلطات الإنجليزية تعتقل سعد زغلول ورفاقه وتنفيهم إلى جزيرة سيشيل.
- 1328 هـ - توقف جريدة «أبو نواس» الفكاهية التونسية التي يصدرها الشيخ سليمان الجادوي بعد صدور 15 عددًا منها.
- 1405 هـ - إسرائيل تعترف بأنها قامت سرًا بنقل يهود الفلاشا من إثيوبيا.
- 1429 هـ -
  - مرسوم رئاسي بتأسيس محافظتي حلوان و6 أكتوبر في مصر.
  - إصدار العدد الأول من صحيفة ذا ناشيونال باللغة الإنجليزية في أبوظبي.
- 1435 هـ - تحطم طائرة عسكرية جزائرية يؤدي إلى مقتل 77 شخصًا.

## مواليد
- 1307 هـ - عبد الحميد بن باديس، مؤسس جمعية العلماء المسلمين الجزائريين.
- 1328 هـ - فريد الأطرش، مطرب سوري مصري.
- 1331 هـ - عبد العليم خطاب، ممثل ومخرج مصري.
- 1334 هـ - محسن حسنين، ممثل مصري.
- 1394 هـ - هيا بنت الحسين، بطلة بالفروسية وإبنه ملك الأردن الأسبق الحسين بن طلال وزوجة حاكم إمارة دبي الشيخ محمد بن راشد آل مكتوم.
- 1396 هـ - صبا مبارك، ممثلة أردنية.
- 1397 هـ - محمد القس، ممثل سوري.

## وفيات
- 307 هـ - ذكا الأعور، آخر والي عباسي على مصر.
- 779 هـ - ابن حبيب الحلبي، أديب وفقيه شامي.
- 1392 هـ - إسماعيل ياسين، ممثل مصري.
- 1344 هـ - أحمد الوصلي السمرقندي، فقيه ومدرس وأديب طاجيك - تركستاني.
- 1404 هـ - سعد حداد، مؤسس جيش لبنان الجنوبي و«دولة لبنان الحر».
- 1428 هـ - هالة شوكت، ممثلة سورية.
- 1430 هـ - عبود عبد العال، موسيقي لبناني.
- 1431 هـ - أحمد بن زايد آل نهيان، العضو المنتدب لجهاز أبوظبي للاستثمار.

## وصلات خارجية
- موقع قصة الإسلام: حدث في شهر ربيع الأوَّل.